# Oh My Ghostess
Oh My Ghostess (hangul: 오 나의 귀신님; RR: O Naui Gwisinnim) är en sydkoreansk TV-serie som sändes på tvN från 3 juli till 22 augusti 2015. Jo Jung-suk, Park Bo-young, Kim Seul-gie och Lim Ju-hwan spelar huvudrollerna.

## Rollista (i urval)
- Jo Jung-suk - Kang Sun-woo
- Park Bo-young - Na Bong-sun
- Kim Seul-gie - Shin Soon-ae
- Lim Ju-hwan - Choi Sung-jae